# 1656
1656. је била проста година.

## Рођења

### Мај
- 28. мај – Антон Флоријан од Лихтенштајна, кнез Лихтенштајна (†1721)

### Јун
- 15. јул – Робер де Кот, француски дворски архитекта и унутрашњи декоратер (†1735)

### Август
- 29. октобар – Едмунд Халеј, енглески астроном и геофизичар. (†1742)

## Смрти

### Април
- 24. април – Томас Финке, дански математичар и физичар (*1561)
- 27. април – Герард ван Хонтхорст, холандски сликар (*1590)

### Мај
- 17. мај – Дирк Халс, холандски сликар.(*1591)